# Chapelle Saint-Mélair
La chapelle Saint-Mélair, encore orthographiée Saint-Mélar ou Saint-Mélaire, aujourd'hui ruinée, est située sur le territoire de la commune de Plobannalec-Lesconil, dans le Pays bigouden, (Finistère), en Bretagne.

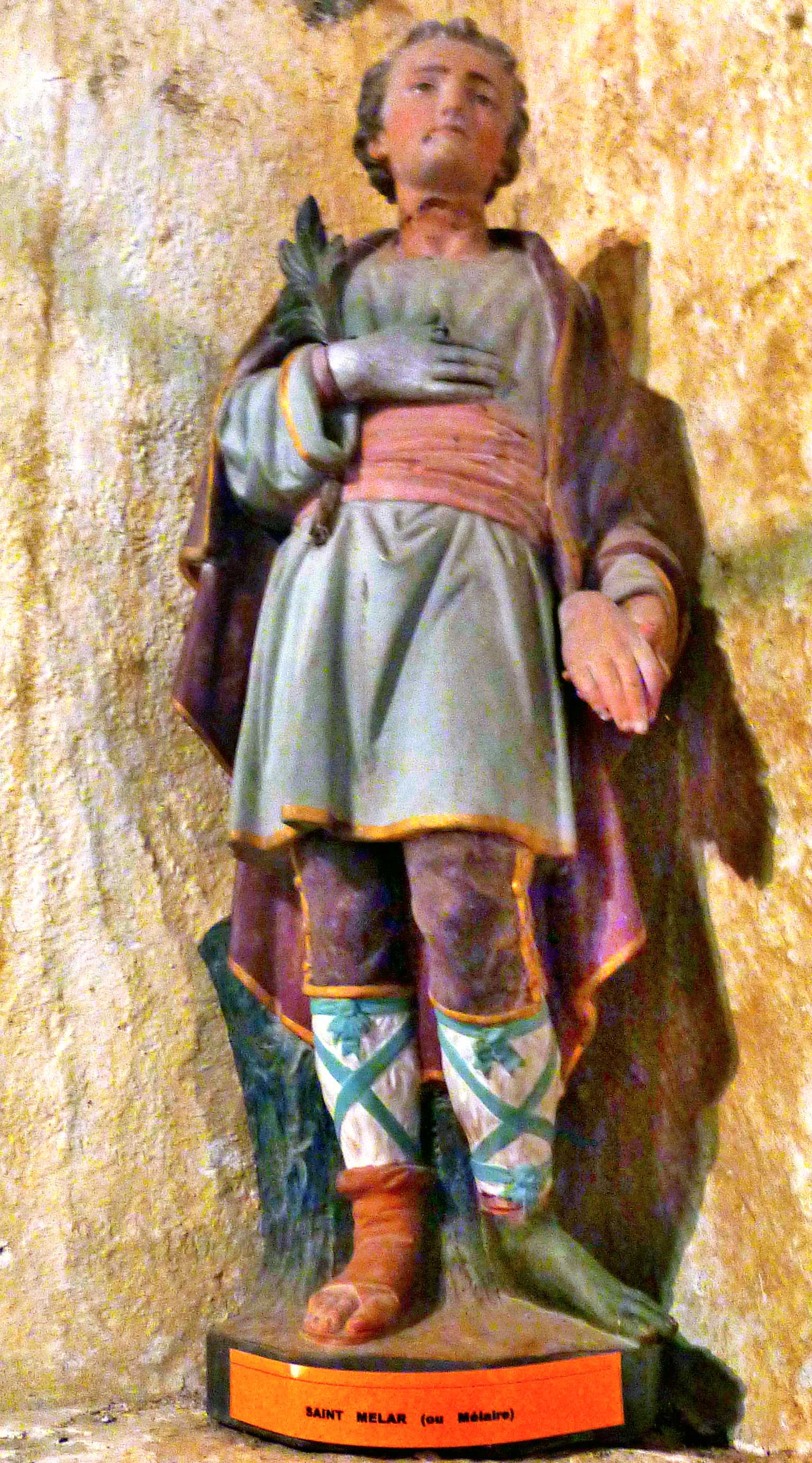
Statue de Saint-Melair, avec sa main coupée, chapelle de Plonivel

## Eponyme
L'éponyme de la chapelle est Saint Melar (1426), Sainct Melair (1478), Saint Melard (1494), Saint Mellard (1715), Saint Malaire (1735), Saint Melar (1781) ou encore St Mélaire (1832), comme le montre une étude demandée par la commune et publiée en 2009.

## Saint-Melair
Ce vocable de Saint-Melair fait référence à Méloir ou Mélior de Cornouaille, roi légendaire de la Cornouaille au VIe siècle.

## la chapelle

### Désaffectation et ruine
La statue de Saint-Mélair est visible actuellement à la chapelle Saint-Brieuc de Plonivel, ancienne église de la paroisse éponyme, située à quelques centaines de mètres à l'Ouest de Saint-Mélair.

## La fontaine
Située à une cinquantaine de mètres à l'Est de la chapelle, elle est réputée préserver de la mésentente au sein du couple, chose rare.